# Dům Nicolase Flamela
Dům Nicolase Flamela (fr. maison de Nicolas Flamel) je obytný dům v Paříži ve 3. obvodu v ulici Rue de Montmorency č. 51. Pochází z roku 1407 a je uváděn jako jeden z nejstarších domů v Paříži. V domě se v současné době nachází restaurace L'Auberge Nicolas Flamel.

## Historie
Na počátku 15. století nechal postavit bohatý pařížský měšťan Nicolas Flamel a jeho manželka Pernelle několik domů pro ubytování chudých. Tento jediný dochovaný byl postaven v roce 1407. Samotný Flamel v něm proto nikdy nebydlel. Nicolas Flamel byl městský písař, opisovač a knihkupec, který je známý z pozdější legendy, že se mu jako alchymistovi podařilo objevit kámen mudrců.
Fasáda domu je od 23. září 1911 chráněná jako historická památka.